# 沈茂榮
沈茂榮（？—1608年），號春寰，浙江寧波府慈谿縣人，明朝政治人物。

## 生平
萬曆十年（1582年）壬午科浙江鄉試舉人。萬曆二十年（1592年），登壬辰科第二甲第十六名進士。大理寺觀政，十月授刑部主事，二十三年升员外郎，江西恤刑，二十五年歷官刑部河南司郎中，二十六年出任廣信府知府，本年調直隸徽州府知府，三十年丁憂。三十三年補福建建寧府知府，三十四年陞福建副使，三十五年調福寧道，三十六年卒。

## 家族
曾祖沈光大，正德辛未進士，官知府；祖父沈公寅，生员；父沈守中，生员。